# Brocadia anammoxidans
El Candidatus Brocadia anammoxidans és un eubacteri de l'ordre dels planctomicets i, per tant, mancat de peptidglicà en la seva paret cel·lular, té un citoplasma dividit en compartiments i es divideix per gemmació, en contrast amb la divisió per fissió binària de la majoria dels bacteris.
És el primer organisme descobert capaç de realitzar l'oxidació anaeròbia de l'ió amoni. Aquest procés (anomenat anammox) va ser descobert en els anys 80 en una planta de tractament d'aigües residuals a Delft (Països Baixos). L'oxidació de l'amoni s'acobla amb la reducció del nitrit per formar gas nitrogen. L'enzim dominant implicat en aquesta reacció, hidroxilamina oxidoreductasa, es troba en una estructura de tipus orgànul anomenada anammoxosoma.
La capacitat d'aquests organismes per oxidar amoni anaeròbicament els fa potencialment útils per reduir o eliminar l'amoni de les aigües residuals. La primera planta a gran escala que feia servir el procés anammox va ser construïda en la planta de tractament d'aigües residuals de Dokhaven/Sluisjesdijk a Rotterdam (Països Baixos).